# Franc Ksaver Meško
Franc Ksaver Meško (Gornji Ključarovci, 28. listopada 1874. – Slovenj Gradec, 11. siječnja 1964.), slovenski katolički svećenik, pjesnik i pisac.
Studirao je bogosloviju te bio kapelan i župnik u različitim mjestima u Koruškoj. Veći dio života proživio je kao župnik u Selama kod Slovenj Gradeca.
Pisao je pjesme, priče, romane, novele, crtice, drame i omladinske pripovijesti. Pored lirike i dramatike pisao je i prozu. Svoje mjesto u slovenskoj književnosti pridobio je proznim uradcima.
U njegovu radu prevladava katolički pogled na svijet s jakim narodnostnim naglascima. Slogovno je na njega utjecao Ivan Cankar.

## Djela
Pripovjedna:
- Kam plovemo, - Tiskovna zadruga, Ljubljana, 1927.,
- Na Poljani, - Slovenska Matica, Ljubljana, 1907.,
- Ob tihih večerih, - I. Kleinmayr & F. Bamberg, Ljubljana, 1904.,
- Mir božji, - I. Kleinmayr & F. Bamberg, Ljubljana, 1906.

Drama:
- Mati, - Katoliška bukvarna, Ljubljana, 1914.

Omladinska:
- Mladim srcem, šest svezaka, Družba sv. Mohorja / Mohorjeva družba, Celje / Prevalje / Celovec, 1911, 1914, 1922, 1940, 1951, 1964.
- Legende o sv. Frančišku, Mohorjeva družba, Celje 1975. Objavljeno prvi puta u Dom in svet 1917 in 1919; zatim Družba sv. Mohorja, Gorica 1927; naredne godine Maribor 1928.

### Djela kronološki
- Slike in povesti (1898.)
- Ob tihih večerih (1904.)
- Mir božji (1906.)
- Na Poljani (1907.)
- Na smrt obsojeni? (Drama u tri čina) (1908.)
- Črna smrt (1911.)
- Mladim srcem I (1911.)
- Mladim srcem II (1914.)
- Povesti in slike (1914.)
- Mati (Drama u tri čina) (1914.)
- Dve sliki (1916.)
- Njiva (1916.)
- Slike (1918.)
- Mladim srcem III (1922.)
- Volk spokornik in druge povesti za mladino (1922.)
- Naše življenje (1922.)
- Listki (1924.)
- Našim malim (1925.)
- Mladini (1927.)
- Legende o svetem Frančišku (1927.)
- Kam ploveme (1927.)
- Črtice (1931.)
- Henrik, gobavi vitez (Igra u četiri čina) (1934.)
- Pasijon (Pasijon u sedam otajstva i u tri čina) (1936.)
- Pri Hrastovih. (Drama u tri čina) (1939.)
- Mladim srcem IV (1940.)
- Dela 1 (1940.)
- Pridige (1944.)
- Iz srca in sveta (1945.)
- Novele (1946.)
- Romance in povesti (1948.)
- V koroških gorah. Novele (1950.)
- Požgana Radovna in druge zgodbe (1950.)
- Mladim srcem V (1951.)
- Izbrano delo I-VI (1954-1960.)
- V kresni noči (1957.)
- Poljančev Cencek in druge zgodbe za mladino (1957.)
- Duhovnik s svojim Bogom (1960.)
- Mladim srcem VI (1964.)

## Odlikovanja
Crkvena vlast ga je odlikovala s više odličja: 
Godine 1924. je postao duhovni savjetnik, godine 1934. ga je papa Pio XI imenovao za monsignora, od godine 1933. je vodio kao dekan dekanat Stari trg vse do godine 1962., godine 1948. je postao počastni kanonik mariborske biskupije.
Civilna vlast je također odlikovala pisca Meška.
Godine 1924. je slovenjgradsko gradsko vijeće proglasilo Ksavera Meška za počasnog mještanina grada Slovenj Gradec, gradska čitaonica pak za počasnoga člana. U Slovenj Gradcu su godine 1930. preimenovali Cerkvenu ulicu u Meškovu ulicu. Gradska knjižnica je godine 1974. dodala još njegovo ime: Knjižnica Ksaverja Meška Slovenj Gradec. Godine 1984. je kipar Rade Nikolić izradio Meškovo poprsje; portret su prilikom 120. godišnjice njegova rođenja i 30. godišnjice smrti postavili isred Špitalske crkve Svetoga Duha u Slovenj Gradcu.

## Nutarnje poveznice
- Drinske mučenice - Meško je prvi pisao o Drinskim mučenicama u svojim literarnim djelima

## Vanjske poveznice
- Meškova beseda in beseda o Mešku – životopis (na slovenskom)